# Vicente de Carvalho
Vicente de Carvalho és un barri de la Zona Nord del municipi de Rio de Janeiro. Limita amb els barris d'Irajá, Vaz Lobo, Cavalcanti, Tomás Coelho, Vila Kosmos i Vila da Penha.

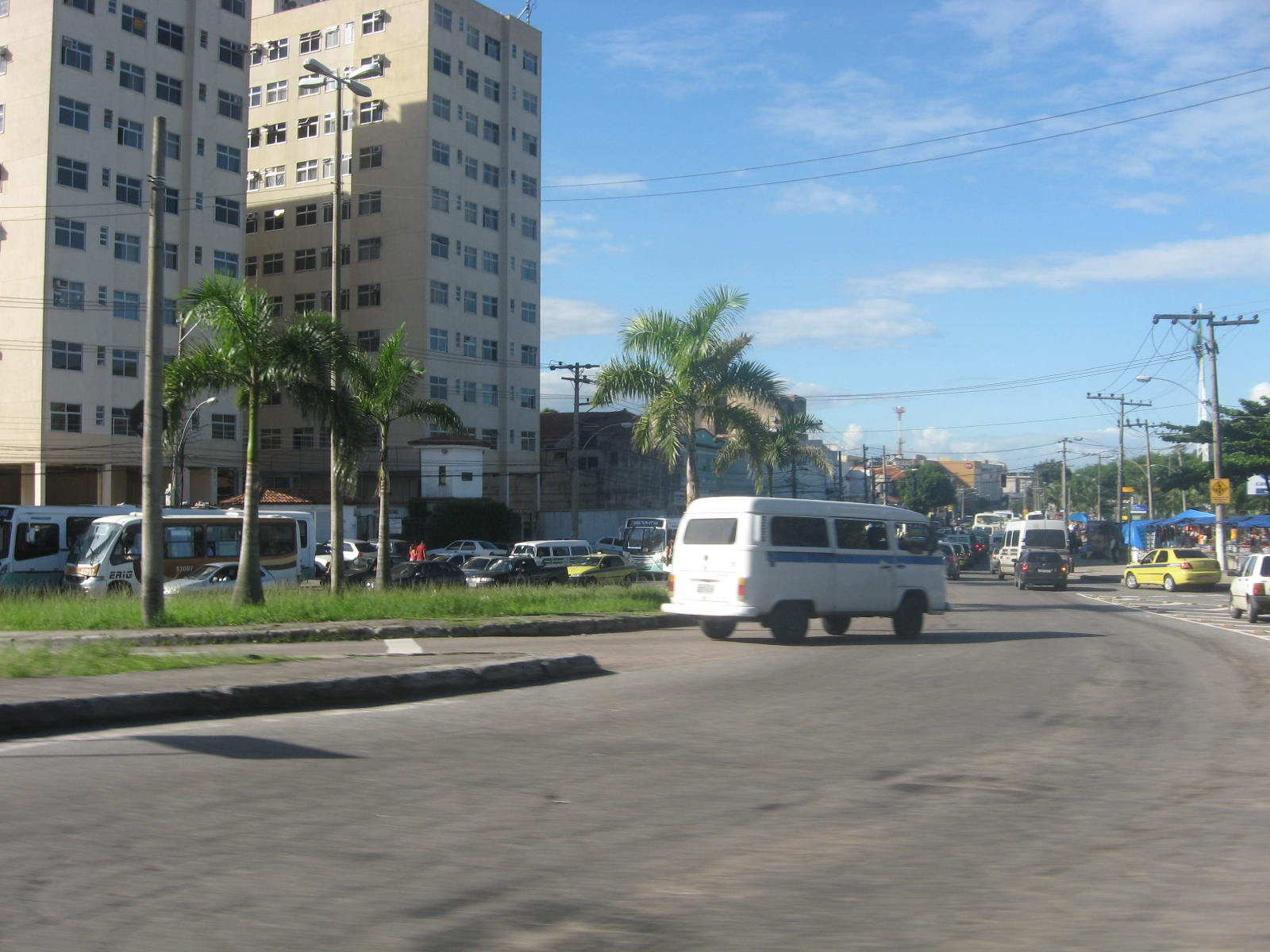
Vista de Vicente de Carvalho.

El barri de Vicente de Carvalho forma part de la regió administrativa d'Irajá i compta amb una població de 24.310 persones (segons informacions de l'Institut Brasiler de Geografia i Estadística - IBGE - Cens Demogràfic 2000) distribuïdes en una àrea de 183,57 ha. El nom del barri és en homenatge la Vicente de Carvalho, antic fazendeiro local, encara que sovint confós amb el jutge i poeta paulista Vicente de Carvalho.
En el creuament de l'avinguda Vicente de Carvalho amb l'Avinguda Pastor Martin Luther King Júnior es troba un bust del principal líder del Moviment afroamericà pels drets civils als Estats Units. A prop de l'estació de metro es troba la 'Torre Da Paz' pintada amb els colors de l'Argentina, i que és una rèplica petita de la Torre Eiffel.

## Història
La regió pertanyia a la parròquia d'Irajá, que comprenia les terres d'Engenho do Mato, propietat de Dona Maria d'Abreu Rangel, que el 1741 la donà als seus nets, avantpassats del mariscal Rangel. Aquest molí es va estendre als barris actuals de Tomás Coelho i Engenho da Rainha.
L'estació de tren de Vicente de Carvalho, inaugurada el 15 de gener de 1883 pel Ferrocarril Rio d'Ouro, estava situada aproximadament on avui hi ha l'estació del Metro amb el mateix nom, en la Línia 2 — verda. La línia del metro talla el barri per la meitat, entre les estacions Tomas Coelho i Irajá. Però des de la idea de creació del metro, Vicente de Carvalho era una estació dels trens que anaven directe fins a Irajá. No obstant això, en la reinauguració del tram desactivat des de la dècada de 1980 (setembre 1996) fins a la inauguració de l'estació de Pavuna, Vicente de Carvalho va quedar amb status d'estació terminal de la Línia 2 a Rio. Avui encara és una de les estacions de major trànsit de persones per dia.
La favela de Morro do Juramento, un referent del barri, es va començar a ocupar el 1945 amb la delimitació dels parcel·laments fets a la nit, per evitar la presència de la policia. Les primeres barraques de fusta es van començar a construir a la dècada de 1950 i, amb la construcció d'una església catòlica, es va començar a anomenar “petita església”.

Vicente de Carvalho mai ha desenvolupat una ànima comercial o industrial. Té grans barris als voltants que sempre han ofert articles i feines. Per això Vicente de Carvalho té ànima residencial.

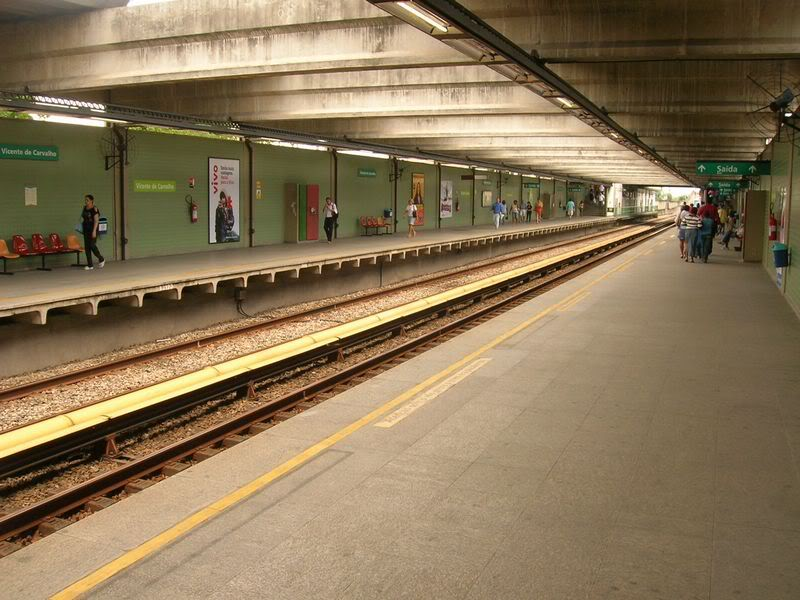
Estació de Vicente de Carvalho (Metrô do Rio de Janeiro)
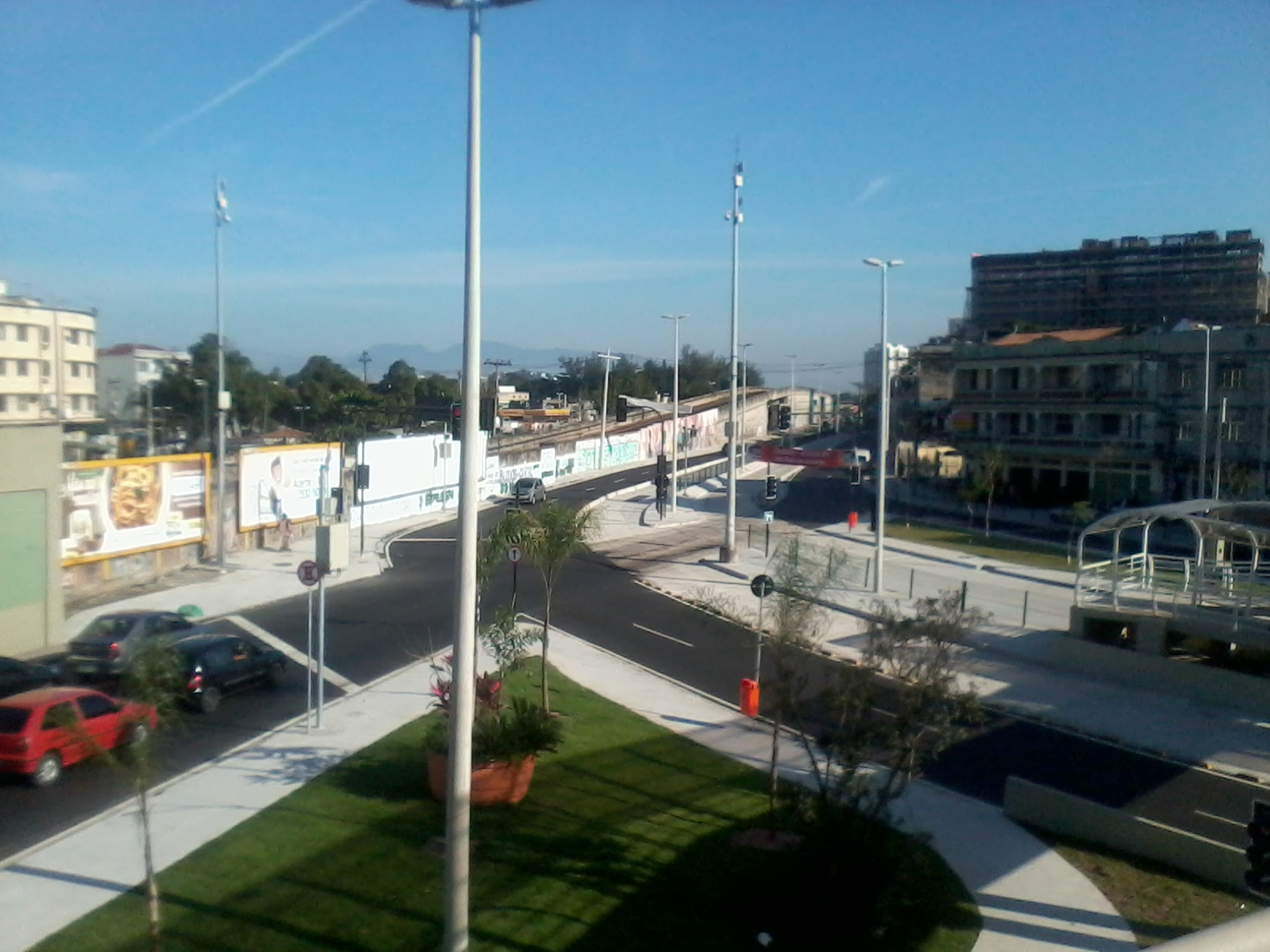
Avingudes Pastor Martin Luther King Jr. i Vicente de Carvalho
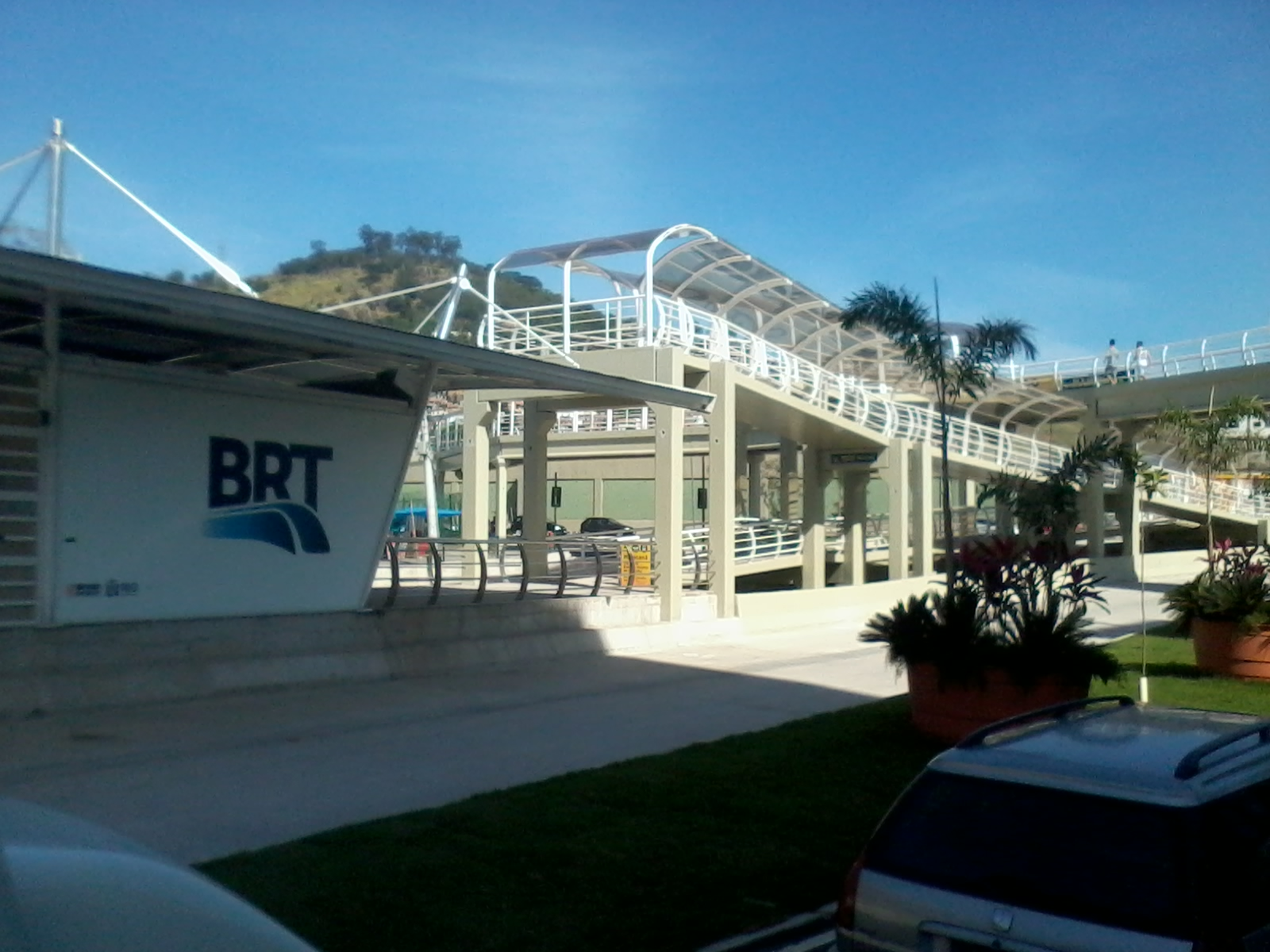
Passarel·la que connecta el Metro i el BRT de Rio de Janeiro a Vicente de Carvalho